# Laimosemion strigatus
Laimosemion strigatus es un pez de agua dulce de la familia de los rivulines en el orden de los ciprinodontiformes.

## Morfología
De cuerpo alargado, los machos pueden alcanzar los 6 cm de longitud máxima.

## Distribución geográfica
Se encuentran en ríos de América del Sur, en la cuenca fluvial baja del río Amazonas en Brasil.

## Hábitat
Viven en pequeños cursos de agua de clima tropical, de comportamiento bentopelágico y no migrador.